# 达喇嘛
达喇嘛为清朝藏传佛教之职任喇嘛的封号，职阶在札萨克喇嘛之下，副达喇嘛之上。这一职位曾设十七人，分驻在北京、盛京、热河等地。蒙古各庙徒众在五百人以下者亦得设一人。分掌寺庙佛教事务。